# Gorgullos
Gorgullos o Santa Eulalia de Gorgullos (llamada oficialmente Santaia de Gorgullos) es una parroquia española del municipio de Tordoya, en la provincia de La Coruña, Galicia.

## Entidades de población
Entidades de población que forman parte de la parroquia:
- A Torre
- Arcai de Abaixo
- Buba (A Buba)
- Buño
- Burgán
- Castro
- Croto (O Croto)
- Cruxeira (A Cruxeira)
- Guillufe
- Pazos
- Pintán
- Pontes (As Pontes)
- Portociños
- Raña
- Reboredo
- Santaia
- Vilarbó
- Vilarterreo

## Demografía
| Gráfica de evolución demográfica de Gorgullos entre 2000 y 2019 |
|                                                                 |
| Datos según el nomenclátor publicado por el INE.                |